# La Terre (film, 1921)
Pour les articles homonymes, voir Terre (homonymie).
Pour plus de détails, voir Fiche technique et Distribution.
La Terre est un film français dirigé par le réalisateur André Antoine, adapté du roman d’Émile Zola et sorti sur les écrans parisiens en 1921. Film remarquablement soigné en ce qui concerne la technique de l’image et l’art cinématographique, ce film est chargé de réalisme et de vérité, en cela dans l'esprit de l’œuvre de Zola.

## Histoire
André Antoine avait déjà effectué en 1902 une adaptation théâtrale de ce roman.

## Synopsis
Tourné dans la plaine de la Beauce, à Cloyes-sur-le-Loir en France, le film retrace fidèlement l’histoire du roman d’Émile Zola montrant le drame paysan de l’époque, froid, endurci, faisant ressortir, la misère matérielle, l'avarice, et l'égocentrisme des terriens. 
L'histoire, se déroule au sein de la famille Fouan. Le vieux Louis Fouan, dit le père Fouan, décide à l'âge de 70 ans de partager ses biens entre ses enfants, à charge pour ceux-ci d'héberger leurs parents, de les nourrir et de leur donner deux cents francs de rente chacun. Ils s'acquittent très mal de leur tâche. Pire, Hyacynthe, dit Jésus Christ, ivrogne vivant de braconnage avec sa fille La Trouille, et Buteau, violent et âpre au gain, ne le recueillent après la mort de sa femme que pour tenter de lui soutirer l’argent qu’il a mis de côté. Après bien des déboires, sans domicile, le père Fouan, erre toute une nuit dans la campagne gelée. On le retrouve sans vie à l’aube.

## Fiche technique
- Titre : La Terre
- Réalisation : André Antoine
- Scénario : André Antoine, d'après le roman d'Émile Zola[3]
- Production : S. C. A. G. L.
- Images : Paul Castanet, Léonce-Henri Burel, René Gaveau.
- Assistant réalisateur: Julien Duvivier.
- Distributeur : Pathé-Consortim-Cinéma
- Pays de production : France
- Format : Noir et blanc - 35 mm 1.37:1 - son muet
- Genre : Drame
- Durée : 98 minutes
- Date de sortie : 
  - France : 13 octobre 1921

## Distribution
- Armand Bour : le père Fouan, paysan beauceron
- René Alexandre : Jean Macquart, un ouvrier agricole
- Germaine Rouer : Françoise Macquart, la nièce du père Fouan
- Jean Hervé : Louis Fouan, dit "Buteau"
- Émile Milo : Hyacinthe Fouan, dit "Jésus-Christ"
- Berthe Bovy : la Trouille, la fille de Jésus-Christ
- Jeanne Briey : Lise, épouse de Louis Fouan
- Jeanne Grumbach : la Cognette
- Maxime Desjardins : le vieux berger, ami du père Fouan
- Max Charlier : Bécu, le garde-champêtre
- René Hiéronimus : Nénesse, un ami de la Trouille
- Jacques Lerner : Delphin, un ami de la Trouille
- Armand Numès : l'oncle Charles
- Michel Floresco : un clerc de notaire
- Léon Malavier
- X : la Cognette
- X : Rose Fouan, la mère
- X : Fanny
- X : la tante de Lise
- X : le garde-chasse
- X : l'huissier
- X : le médecin
- X : Hourdequin, le propriétaire
- X : Maître Baillehace (le notaire)